# Kuroshio (Kōchi)
Kuroshio (黒潮町?) è una cittadina giapponese della prefettura di Kōchi.